# 源道済
源 道済（みなもと の みちなり）は、平安時代中期の貴族・歌人。光孝源氏、陸奥守・源信明の孫。能登守・源方国または伊豆守・源有国の子。官位は正五位下・大宰少弐。中古三十六歌仙の一人。

## 経歴
文章生から長徳4年（998年）宮内少丞に任ぜられる。のち、長保3年（1001年）蔵人、長保5年（1003年）式部少丞、寛弘元年（1004年）式部大丞を歴任。寛弘3年（1006年）従五位下・下総権守に叙任される。
寛弘7年（1010年）に下総権守の任期を終えたのちは、山里での暮らしを通じて詠んだ和歌作品が散見され、しばらく散位にあり山里に暮らしていたとも想定される。
長和4年（1015年）筑前守兼大宰少弐として地方官に転じて任地に赴き、同年従五位上に昇叙される。寛仁2年（1018年）には正五位下に叙せられ、翌寛仁3年（1019年）4月の刀伊の入寇の際、刀伊が撤退しようとした際に追撃のための軍船手配のために博多津に派遣されるが、同年任地の筑前国で没した。

## 人物
藤原道長の時代の歌壇で活躍し、『拾遺和歌集』の撰集にも関ったという。大江以言に師事し、漢詩文にも秀でていた。
『拾遺和歌集』以下の勅撰和歌集に61首入集。家集に『道済集』、歌学書に『道済十体』がある。

## 官歴
注記のないものは『道済集』巻尾慈鎮和尚書記による。
- 時期不詳：文章生
- 長徳4年（998年） 正月25日：宮内少丞
- 長保3年（1001年） 正月30日：六位蔵人
- 長保5年（1003年） 正月30日：式部少丞
- 寛弘元年（1004年） 正月24日：式部大丞
- 寛弘3年（1006年） 正月7日：叙爵（従五位下）。正月28日：下総権守
- 寛弘7年（1010年） 日付不詳：辞下総権守[1]
- 長和4年（1015年）[4] 2月18日：筑前守兼大宰少弐、元蔵人式部大丞。3月21日：従五位上
- 寛仁2年（1018年） 7月11日：正五位下（造宮）
- 寛仁3年（1019年） 日付不詳：卒去

## 系譜
注記のないものは『尊卑分脈』による。
- 父：源方国または源有国[4]
- 母：不詳
- 生母不明の子女
  - 男子：源懐国
  - 男子：源親範[5]